# Parittya

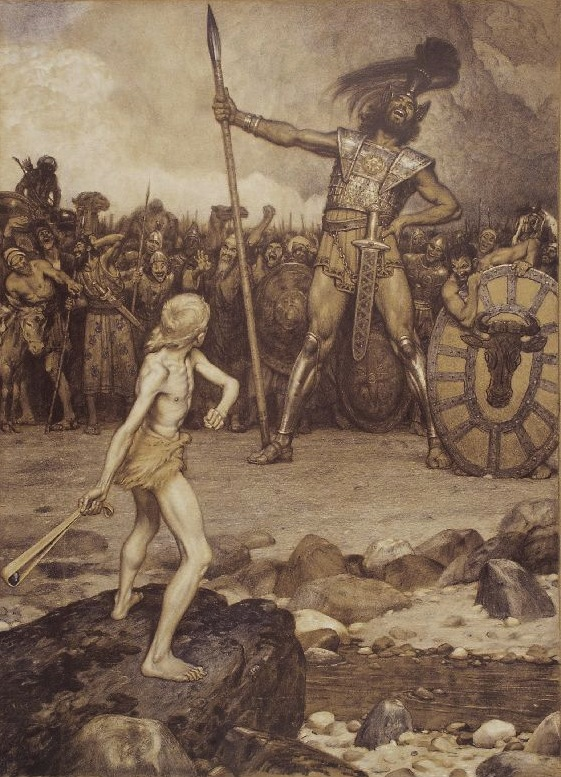
Osmar Schindler: David és Góliát

A parittya két végén erős zsinegre kötött hosszúkás, romboid alakú erős, vastag bőrdarab, amely közepén be van mélyítve, vagy esetenként ki van vágva, hogy a beleteendő kődarab annál biztosabban álljon.
Változatai:
- egyszerű parittya (funda), amelyet puszta kézzel használtak,
- botos parittya (fustibalus), amely 1-1,5 m hosszú botra volt erősítve.

## Története
A parittyát a legrégibb időtől kezdve a 16. századig használták hadi célra. Az ókor és a középkor folyamán elterjedt harctéri fegyvernem volt, gyors használhatósága és hatékonysága miatt.  A parittyát leginkább ott használták, ahol a terület köves volt, de nem csak követ, hanem ólomdarabokat is vetettek vele. A Biblia szerint Dávid parittyával győzte le Góliátot (1Sám 17,40-50). Mátyás király hadaiban is voltak parittyások. Mint minden tradicionális lőfegyver, a tűzfegyverek térnyerése során szorult ki a fegyverviselésből,  legutoljára kézi gránátvetésre használták.  
A palesztin Intifáda során ma is használnak parittyát kövek kilövésére a tüntetések és a gerilla-hadviselés során.

## Használata
A célzott lövésekhez mint minden kézi eszköznél gyakorlás szükséges. a parittya egy ügyességet, jó szemmértéket és precíziós erőt igénylő sporteszköz vagy fegyver. 

### Egyszerű parittya

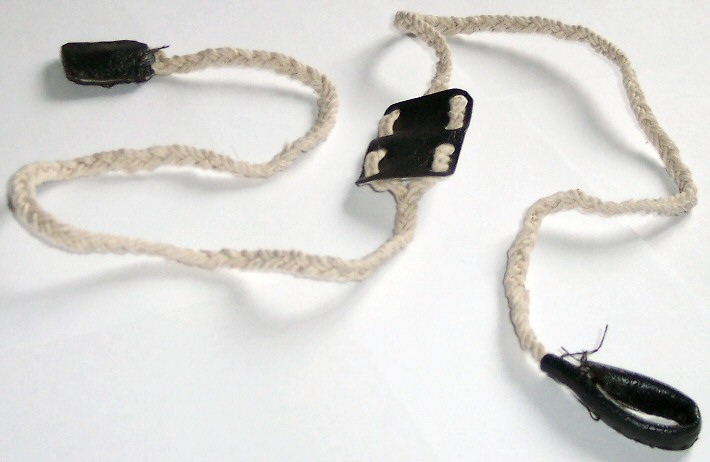
Házilag készített parittya

A parittya két zsinegének egyik vége hurok segítségével a mutatóujjra akasztható, a másik zsineg pedig ezzel egyenlő hosszúságban a mutató- és a középső ujj között a zsinegre ezen a ponton kötött csomó segítségével tartandó, s a bőrre (újabban könnyű műanyag hálóra), kell a lövedéket (ólom, acél, kő lehetőleg enyhén szilva alakú) elhelyezni. A parittyát a közhiedelemmel ellentétben nem szükséges többször forgatni, attól se messzebbre nem repül a kő, célozni meg pláne nem lehet vele, hanem a mozgást csuklóból indítva függőleges sík mentén egy kb. egész körívet leírva, a mozgás végén a törzs és a test előre döntésével, amolyan kiterjesztett dobómozdulattal fokozatosan felgyorsítva a lövedéket, az utolsó fél-negyed köríven igazán begyorsítva kell az ujjak közé fogott szárat elengedni. Pár száz dobás után, csakúgy mint a célbadobáskor, a test beletanul a mozdulatba, és 150-200 méteres távolságba is elég pontosan lehet célozni vele. A technika begyakorlása, az elhúzás- a csúcssebességre gyorsítás és elengedés pillanatának beidegződése kulcsfontosságú.

### Botparittya
A kb. vállmagasságú bot egyik végén van a parittya egyik vége rögzítve, míg a másik a bot keskenyített legvégén hogy a lendítés végén a másik szál könnyen lecsúszhasson.
Az megfeszített botparittya másképp működik, amolyan katapult jelleggel. Itt az igazán nagy távolság eléréséhez úgynevezett előfeszítést kell használni, amit úgy érünk el, hogy a bot végére rákötjük az egyik szárat, a másikat pedig egyszerű (nem csúszó!) hurokkal ráakasztjuk ugyanide és a lövedéket tartalmazó hálót/bőrlapot olyan hosszú zsinórral hagyjuk, hogy a hátunk mögött az egyik lábunkkal hátralépve a dobómozdulathoz, ráléphessünk. Az 1–1,5 méter hosszú, könnyű és erős botot úgy tartjuk, mint amikor a horgász akarja bedobni a zsinórt a vízbe, majd a törzs- és karizmokkal lazán nekifeszülünk a dobásnak, és a hátsó lábbal a földre szorított lövedéket elengedjük. Így 300 méter feletti lőtávolság is elérhető, de kevésbé pontos célzást tesz lehetővé.